# Бушер (остан)
Бушер (на персийски: بوشهر) е провинция в Иран с площ 22 743 km² и население 1 032 949 души (2011). Намира се в югозападната част на Иран, на брега на Персийския залив и граничи на север с провинциите Хузестан и Кохгилюе и Бойер Ахмад, а на изток с провинция Фарс. Административният център на провинцията е град Бушер, който е втори по големина пристанищен град на Иран. Провинцията е известна преди всичко с първата иранска атомна електроцентрала, със свободната икономическа зона и големите газови залежи.

## История
Територията на Бушер е заселена още от епохата на древен Елам. До Х век тя е заселена основно с араби и в превод от арабски се нарича „Морски бряг“. В началото на XVI век на крайбрежието се появяват първи европейски колонисти. През 1506 г. португалски колонизатори основават тук своята крепост, но по-късно са принудени да напуснат Иран, победени от шах Абас I.
Бушер придобива значение през XVIII век, по време на управлението на Надир Шах, основателя на династията на Афшаридите. Градът Бушер се разраства през 1734 г. и се превръща в морска база, когато е избран като място за построяване на флота. По това време Бушер има добри търговски отношения с холандците, които продължават и след смъртта на Надир Шах. По-късно те биват изместени от англичаните. По време на Каджарската династия страни като Великобритания, Норвегия, Русия, Италия, Франция, Германия и Османската империя поддържат в Бушер дипломатически и търговски представителства.

## Икономика
В основата на икономиката на Бушер са стратегическото географско място на провинцията, достъпът до морските пътища и големите залежи на нефт и газ. Тук са развити нефтопреработвателната, химическата, корабостроителната, рибодобивната, текстилната и хранителна промишленост. В града Бушер се намира голям пристанищен комплекс. На територията на провинцията има две Свободни икономически зони – в градовете Бушер и Асалуйе. Тук се намират и най-големите в света газови полета „Южен Парс“. На остров Харк се намира нефтеният терминал, осигуряващ над 90% от експорта на петрол и петролните продукти. Селското стопанство основно е концентрирано върху производството на фурми, цитрусови плодове и алое. На брега на Персийския залив е построена първата в Иран АЕЦ „Бушер“.

## Административно деление
Провинцията Бушер е разделена административно на 10 шахрестана: Асалуйе, Бушер, Ганаве, Дайер, Дейлам, Дащи, Дащестан, Джам, Канган, Тангестан. Броят на по-малките административно-териториалните единици (бахши) е 24.

## Население
Съгласно националното преброяване през 2011 г. населението на провинцията Бушер е 1 032 949 души, като над половината му (68,2%) живее в градовете. В периода между 2006 г. и 2011 г. провинцията бележи 3,11% прираст на население, най-големият в сравнение с другите провинции на Иран. Основният език е персийски, но в някои райони (Асалуйе, Канган) се говори и на арабски.